# 池田百合子
池田 百合子（いけだ ゆりこ、1933年〈昭和8年〉10月4日 - ）は、日本の美術史家。因州池田家第18代（最後の）当主。

## 概要・経歴
因州池田家第17代当主・池田徳真の長女として誕生した。
東洋美術史を研究し、サンフランシスコ州立大学、早稲田大学国際学部などで教授を歴任。1996年に早稲田大学を退職し、鳥取市歴史記念博物館名誉館長などの役職を務める。
百合子は池田家一門から池田敏夫を婿養子に迎えていたが、父徳真の没後は自身が池田家当主となった。百合子も養子を取るものの家の後継者にはすえず、自らの没後に家名を絶やす「絶家」を表明した。この経緯により、東京・多磨霊園にあった鳥取藩主池田家の墓は、2003年に鳥取市立川町の大雲院境内に移築改葬され、「史跡鳥取藩主池田家墓所保存会」が設けられた。

## 系譜
- 曽祖父：徳川慶喜
- 祖父：池田仲博
- 父：池田徳真
- 夫：池田敏夫（父は池田家一門・池田四郎）

## 主な著作
- 「さいはてのヘレニズム」『ヘレニズム』世界文化社〈世界歴史シリーズ〉1969年。執筆陣は松田寿男、松田知彬、内藤みどり、岡崎敬、佐藤圭四郎、井岡畯一、古賀登、松本弘。

訳書
- S・C・ウェルシュ 著『インド美術 : ムガールのミニアチュール』アジア・ハウス 編、美術出版社、1963年。doi:10.11501/2501820、国立国会図書館内/図書館・個人送信

論文
- 「西域南道とインドの関係」『東西文化交流史』松田寿男博士古稀記念出版委員会 編、雄山閣出版、1975年。国立国会図書館限定
- 「書評 ・宮治昭『インド美術史』」『美術手帖』第34巻第491号、カルチュア・コンビニエンス・クラブ、1982年1月、p38-39（コマ番号0029.jp2）。国立国会図書館限定
- 「随想 歴史的独立と文化的自立」『海外の教育』第24巻第3号（通号219）、全国海外教育事情研究会 編、全国海外教育事情研究会、1998年4月p.6-7（コマ番号0005.jp2）。doi:10.11501/7965585、国立国会図書館内/図書館・個人送信。

共著
- 田中於菟弥、長柄行光と共編「サンスクリット語学習用録音テープの解説--インド大使館所蔵AII India Radio製作」『早稲田大学語学教育研究所紀要』通号6（1967）、早稲田大学語学教育研究所、1968年3月、p.78-93（コマ番号0041.jp2）。doi:10.11501/7945092、国立国会図書館内/図書館・個人送信
- 『イスラム世界の旅』並河万里（撮影）、学習研究社〈並河萬里 遺跡を行く第1集〉、1976年、OCLC 80067161。